# Weissia krassavinii
Weissia krassavinii là một loài Rêu trong họ Pottiaceae. Loài này được (Lazarenko) Lazarenko ex Ochyra miêu tả khoa học đầu tiên năm 1988.